# Ballon d'or 2002
Navigation
Édition précédente Édition suivante
Le ballon d'or 2002 est un prix donné au meilleur joueur de football de l'année 2002 évoluant en Europe. Il est attribué pour la deuxième fois au brésilien Ronaldo évoluant au Real Madrid.

## Classement
| Rang | Nom                  | Club                           | Sélection nationale | Points |
| ---- | -------------------- | ------------------------------ | ------------------- | ------ |
| 1    | Ronaldo              | Inter Milan Real Madrid        | Brésil              | 169    |
| 2    | Roberto Carlos       | Real Madrid                    | Brésil              | 145    |
| 3    | Oliver Kahn          | Bayern Munich                  | Allemagne           | 110    |
| 4    | Zinédine Zidane      | Real Madrid                    | France              | 78     |
| 5    | Michael Ballack      | Bayer Leverkusen Bayern Munich | Allemagne           | 71     |
| 6    | Thierry Henry        | Arsenal                        | France              | 54     |
| 7    | Raúl                 | Real Madrid                    | Espagne             | 38     |
| 8    | Rivaldo              | FC Barcelone Milan AC          | Brésil              | 31     |
| 9    | Yıldıray Baştürk     | Bayer Leverkusen               | Turquie             | 13     |
| 10   | Alessandro Del Piero | Juventus                       | Italie              | 12     |
| 11   | Hasan Şaş            | Galatasaray                    | Turquie             | 10     |
| 12   | Ronaldinho           | Paris Saint-Germain            | Brésil              | 8      |
| 13   | Michael Owen         | Liverpool                      | Angleterre          | 5      |
| 13   | Ruud van Nistelrooy  | Manchester United              | Pays-Bas            | 5      |
| 15   | Cafu                 | AS Rome                        | Brésil              | 4      |
| 15   | Bernd Schneider      | Bayer Leverkusen               | Allemagne           | 4      |
| 15   | Juan Carlos Valerón  | Deportivo La Corogne           | Espagne             | 4      |
| 15   | Patrick Vieira       | Arsenal                        | France              | 4      |
| 19   | Luís Figo            | Real Madrid                    | Portugal            | 3      |
| 19   | Lúcio                | Bayer Leverkusen               | Brésil              | 3      |
| 21   | Papa Bouba Diop      | RC Lens                        | Sénégal             | 2      |
| 21   | El-Hadji Diouf       | RC Lens Liverpool              | Sénégal             | 2      |
| 21   | Rio Ferdinand        | Leeds United Manchester United | Angleterre          | 2      |
| 24   | Rubén Baraja         | Valence CF                     | Espagne             | 1      |
| 24   | Filippo Inzaghi      | Milan AC                       | Italie              | 1      |
| 24   | Roy Makaay           | Deportivo La Corogne           | Pays-Bas            | 1      |

De plus, 24 joueurs ont été nommés mais n'ont reçu aucun vote : Pablo Aimar (Valence), Sonny Anderson (Lyon), David Beckham (Manchester United), Iker Casillas (Real Madrid), Djibril Cissé (Auxerre), Edmílson (Lyon), Ryan Giggs (Manchester United), Junichi Inamoto (Arsenal, Fulham), Miroslav Klose (1. FC Kaiserslautern), Patrick Kluivert (FC Barcelone), Luis Enrique (FC Barcelone), Claude Makélélé (Real Madrid), Paolo Maldini (AC Milan), Pauleta (Bordeaux), Tomáš Rosický (Borussia Dortmund), Javier Saviola (FC Barcelone), Seol Ki-hyeon (Anderlecht), Jon Dahl Tomasson (Feyenoord, AC Milan), Francesco Totti (AS Roma), David Trezeguet (Juventus), Pierre van Hooijdonk (Feyenoord), Christian Vieri (Internazionale), Marc Wilmots (Bordeaux) et Sylvain Wiltord (Arsenal).